# フラバル (小惑星)
フラバル (4112 Hrabal) は小惑星帯の小惑星である。チェコのクレチ天文台 で(Hvězdárna Kleť) のマリエ・マーロヴァが発見した。
チェコの小説家、ボフミル・フラバル（Bohumil Hrabal,1914年 - 1997年）に因んで命名された。